# Paulo Freire
Paulo Reglus Neves Freire (Recife, 19 settembre 1921 – San Paolo, 2 maggio 1997) è stato un pedagogista brasiliano e un importante teorico dell'educazione.

## Biografia
Nato a Recife, da una famiglia della classe media, Freire conobbe la povertà e la fame durante la Grande depressione del 1929, esperienza questa che fu determinante per le sue teorie sulla povertà e lo aiutò a costruire la sua particolare visione educativa.
Freire entrò nell'Università di Recife nel 1943, iscrivendosi alla facoltà di Legge, ma studiando contemporaneamente filosofia e psicologia del linguaggio. Pur avendo proseguito gli studi fino al suo ingresso nell'ordine degli avvocati, egli non esercitò mai davvero la professione; invece iniziò a lavorare come docente in una scuola secondaria, insegnando portoghese. Nel 1944, sposò Elza Maia Costa de Oliveira, sua collega di insegnamento: la coppia avrebbe lavorato insieme per il resto della vita di lei, crescendo nello stesso tempo cinque figli.
Nel 1946, Freire fu nominato direttore del Dipartimento di Educazione e Cultura del Servizio Sociale nello Stato del Pernambuco (di cui Recife è la capitale). Durante questo periodo lavorativo, impegnandosi soprattutto in mezzo ai poveri analfabeti, Freire iniziò ad abbracciare una forma non ortodossa di quella che sarà considerata teologia della liberazione (nel suo caso, un incrocio di marxismo gramsciano e Cristianesimo). Comunque, è particolarmente importante notare che, nel Brasile di quel periodo, l'istruzione era richiesta per poter votare alle elezioni presidenziali.

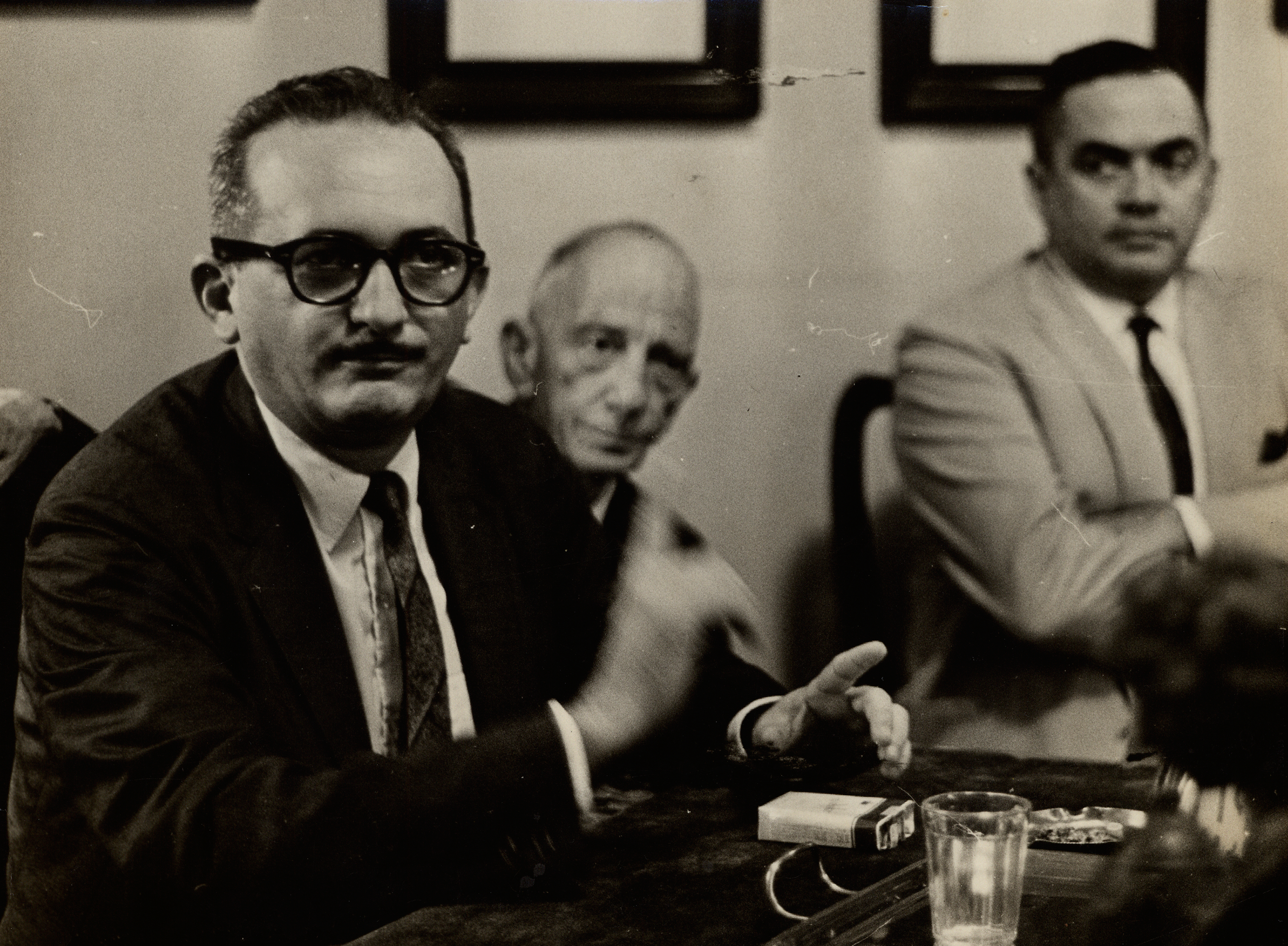
Paulo Freire, 1963.

Nel 1961 fu nominato direttore del Dipartimento per l'Espansione Culturale dell'Università di Recife e nel 1962 ebbe la prima opportunità di applicare estesamente le sue teorie, quando 300 lavoratori di canna da zucchero impararono a leggere e a scrivere in 45 giorni. In risposta a questo esperimento, il governo brasiliano approvò la creazione di migliaia di circoli culturali nel paese.
Nel 1964 l'intervento Militare pose fine a questo sforzo, che si concluse con l'arresto di Freire come traditore e l'imprigionamento per settanta giorni. Dopo un breve esilio in Bolivia, Freire lavorò per cinque anni in Cile presso il Movimento Cristiano Democratico di Riforma Agraria. Nel 1967 Freire pubblicò il suo primo libro, L'educazione come pratica di libertà.
Il libro fu accolto bene, e nel 1969 gli fu offerto un posto di visiting professor all'Università Harvard. L'anno prima aveva scritto il suo libro più famoso, La pedagogia degli oppressi, che era stato pubblicato anche in spagnolo e in inglese nel 1970. Non fu pubblicato in Brasile fino al 1974, a causa dell'ostilità politica al "socialista cristiano" Freire da parte del Regime Militare. La pubblicazione in Brasile si ebbe solo quando il generale Ernesto Geisel prese il controllo del Brasile e iniziò il suo processo di liberalizzazione culturale.
Dopo un anno a Cambridge,nel 1971, Freire si trasferì a Ginevra in Svizzera, per lavorare come consigliere educativo speciale del Consiglio Ecumenico delle Chiese, dove venne eletto presidente dell'Istituto ecumenico del servizio per lo sviluppo dei popoli. In questo periodo, Freire esercitò la funzione di consigliere nella riforma educativa dei formatori nelle colonie portoghesi in Africa, in particolare in Guinea-Bissau e Mozambico.
Nel 1979 poté finalmente fare ritorno in Brasile, e rientrarvi stabilmente nel 1980. Freire si unì al Partido dos Trabalhadores (Partito dei Lavoratori, PT), nella città di San Paolo, e dal 1980 al 1986 fece da supervisore al suo progetto di alfabetizzazione degli adulti. Quando il PT vinse le elezioni comunali del 1986, Freire fu nominato Segretario dell'Educazione per lo Stato di San Paolo.
Sempre nel 1986 riceve il premio Unesco per la pace e 29 Paesi in tutto il mondo gli conferiscono la laurea honoris causa.
Inoltre nel 1986 morì la moglie Elza. Freire sposò poi Maria Araújo Freire e continuò con lei il suo lavoro pedagogico alternativo.
Nel 1988 diventa  assessore all'educazione nel Comune di San Paolo, mettendo in piedi una grande rivoluzione culturale anche con temi trasversali, come l’eco pedagogia.
Nel 1991 fu fondato a San Paolo l'Instituto Paulo Freire, per estendere ed elaborare le sue teorie sull'educazione popolare. L'istituto accoglie gli archivi personali dello stesso Freire.
Il 2 maggio 1997 Paulo Freire morì a causa di un attacco cardiaco.
Nel 2007 la moglie Anna Maria ottiene le scuse ufficiali dal governo del Brasile per l’esilio a cui era stato condannato. Scuse che il governo ha esteso “ad ogni brasiliano analfabeta”.

### Pensiero

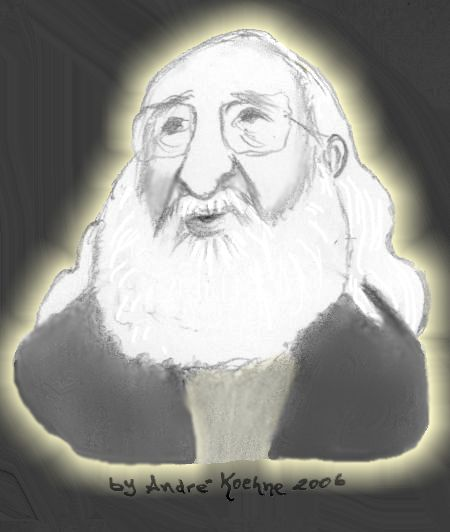
Caricatura di Paulo Freire

Paulo Freire, oggi ricordato in modo particolare per aver introdotto i concetti di problem posing all'interno del processo/progetto educativo, ha contribuito a una filosofia dell'educazione proveniente non solo dal più classico approccio riferito a Platone, ma anche dai pensatori moderni marxisti e anticolonialisti. Di fatto, in diversi modi la sua "pedagogia degli oppressi" può essere meglio letta come un'estensione o una risposta a I dannati della terra di Frantz Fanon, che poneva una forte enfasi sulla necessità di fornire ai popoli nativi un'educazione che fosse, al tempo stesso, nuova e moderna, piuttosto che tradizionale, e anticoloniale (cioè, che non fosse semplicemente un'estensione della cultura del colonizzatore).
Freire è meglio conosciuto per il suo attacco a quello che chiama il concetto "bancario" dell'educazione, in cui lo studente era visto come un conto vuoto che dev'essere riempito dal docente (educazione depositaria). Certo, questa non è propriamente una nuova concezione russoiana del bambino come un apprenditore attivo, che fu già un passo oltre la tabula rasa (che è, fondamentalmente, lo stesso del concetto "bancario"), e pensatori come John Dewey e Alfred North Whitehead sono stati fortemente critici sulla trasmissione di meri "fatti" come fine dell'educazione. Il lavoro di Freire è uno dei fondamenti della pedagogia critica.
Ben più provocatoria, tuttavia, è la dura avversione di Freire alla dicotomia docente-studente. Questa divisione è ammessa in Rousseau e forzata in Dewey, ma Freire arriva a insistere che verrà completamente abolita. Diventa difficile immaginare questo in termini assoluti (vi deve essere una certa legge della relazione docente-studente nella relazione genitore-figlio), ma ciò che Freire suggerisce è una profonda reciprocità che va inserita nella nostra idea di docente e studente. Freire cerca di pensarli in termini di docente-studente e studente-docente, cioè anche un insegnante che impara e uno studente che insegna, come ruoli basilari della partecipazione della classe.
Questo concetto viene ripreso anche nel suo ultimo scritto pubblicato in Italia, "Pedagogia dell'autonomia", dedicato alla tematica della formazione docente. In esso Freire afferma con forza che "non c'è insegnamento senza apprendimento", evocando il suggestivo concetto di "do-discenza" (docenza/discenza). Ciò in piena coerenza con il suo stile linguistico, tendente in molti casi a presentare due termini contraddittori per cercarne una conciliazione.
Questo è un tentativo di implementare qualcosa di simile alla democrazia come metodo educativo, e non meramente un obiettivo dell'educazione democratica. Come Dewey, per il quale la democrazia era una pietra di paragone, non integrò pienamente pratiche democratiche nei suoi metodi (comunque questo era, in parte, in funzione dell'atteggiamento di Dewey riguardo l'individualità). Tuttavia, al suo inizio, il rigido modo di fare questo genere di classe è stato più volte criticato sulla base che esso può mascherare più che superare l'autorità dell'insegnante.

### Alcuni riconoscimenti
- Premio Re Baldovino per lo Sviluppo Internazionale;
- Premio Educatori Cristiani di Rilievo (con sua moglie Elza);
- Premio UNESCO per l'educazione alla pace (1986).

## Edizioni italiane delle opere di Paulo Freire
- La pedagogia degli oppressi, Milano, Mondadori, 1971; Torino, EGA, 2002. ISBN 88-7670-434-5; Torino, Gruppo Abele, 2011. ISBN 978-88-6579-004-5.
- Coscientizzazione e rivoluzione. Conversazione con Paulo Freire, Pistoia, IDAC, 1973.
- L'educazione come pratica della libertà, Milano, Mondadori, 1973.
- Teoria e pratica della liberazione, Roma, AVE, 1974.
- Pedagogia in cammino. Lettere alla Guinea-Bissau, Milano, Mondadori, 1979.
- Una scuola chiamata vita, con Frei Betto, Bologna, EMI, 1986. ISBN 88-307-0108-4.
- Liberare l'educazione sommersa. Convegno nazionale CEM. Assisi, 21/24 luglio 1986, con altri, Bologna, EMI, 1987. ISBN 88-307-0120-3.
- Pedagogia. Dialogo e conflitto, con Moacir Gadotti e Sérgio Guimarães, Torino, SEI, 1995. ISBN 88-05-05490-9.
- Pedagogia dell'autonomia. Saperi necessari per la pratica educativa, Torino, EGA, 2004. ISBN 88-7670-488-4.
- Pedagogia della speranza. Un nuovo approccio alla "Pedagogia degli oppressi", Torino, EGA, 2008. ISBN 978-88-7670-645-5.
- Cultura, lingua, razza. Un dialogo, con Donaldo Macedo, Udine, Forum, 2008. ISBN 978-88-8420-475-2.
- Il diritto e il dovere di cambiare il mondo. Per una pedagogia dell'indignazione, Trento, Il Margine, 2021. ISBN 979-11-5982-043-3